# Kanal (film)
Kanal (izviren angleški naslov: The Canal) je irska grozljivka iz leta 2014, delo režiserja Ivana Kavanagha. Film je svojo premiero doživel 18. aprila 2014 na filmskem festivalu v Tribeci. Rupert Evans igra očeta, ki raziskuje umore, ki so se zgodili v njegovi hiši na začetku 20. stoletja.

## Vsebina
Filmski arhivar David je v velikem stresu, saj sumi da ga žena Alice vara z eno od njenih službenih strank Alexom. Njegova sodelavka Claire mu priskrbi posnetke iz leta 1902, ki prikazujejo hišo v kateri se je zgodil umor. Davidovi sumi o varanju so utemeljeni, ko neko noč sledi ženi in jo zaloti med seksom z Alexom. Razočaran David zgrabi kladivo ampak ga odvrže v bližnji kanal. Zaradi slabosti zbeži na stranišče, za katerega njegov sin Billy pravi, da je preklet, in tam bruha. Srhljiv glas mu nato začne šepetati in preden David pade v nezavest, vidi podobo duha, za katero verjame da je ubila njegovo ženo.
Ker se Alice ne vrne domov, pokliče policijo. Ko ga detektiv McNamara izpraša, David zanika da je vedel o ženini aferi in, da je bil tisto noč ob kanalu. Policija kmalu najde njeno truplo na dnu kanala in smrt razglasi za nesrečo. David nato postane obseden z vrsto 100 let starih nerazrešenih umorov v okolici kanala in njegove hiše, kar začne skrbeti Claire in David vzpostavi zelo napet odnos z Billyevo varuško Sophie. Davidovo stanje se poslabša, ko si izposodi kamero iz začetka 20. stoletja, s katero upa da bo ujel nadnaravne dejavnosti. Ko verjame da je videl duha, pošlje Billya in Sophie v hotel.
Med video pogovorom, David v hotelski sobi za Billyem opazi duha in steče k njemu, kar prestraši Sophie. David ju zato pošlje nazaj domov, Sophie pa mu pove da bo prenehala delati pri njemu od naslednjega dne. To noč David zaklene v klet Sophie in Billya, on pa začne preiskovati hišo. David naslednji dan prosi Claire, da razvije filme, ki jih je posnel, v kar Claire s težavo privoli. Ko policija najde v kanalu kladivo, začne sumiti da je David morilec svoje žene.
Claire prinese razvit film k Davidu, kateri jo prepriča, da si ga ogledata skupaj. Claire na filmu najprej ne opazi ničesar, dokler se ne začne približevati podoba duha, ki ubije Claire, David pa pobegne. Policija, ki straži pred hišo opazi Davida z Billyem, ki zbeži v predor, ki vodi do kanala. David verjame, da so ta predor uporabljali za satanistične obrede, kjer so ubijali otroke. Začne se spominjati, da mu je takrat na stranišču glas naročil, da naj ubije svojo ženo, in da je Claire ubil on sam, potem ko je trdila da ničesar ne vidi na posnetku.
Ko David prispe do kanala, ga podoba duha povleče vanj. David umre, Billyeva babica pa proda hišo in vzame k sebi Billya. Ko Billy pospravlja igrače, sreča Davidovega duha, ki mu pove, da lahko za vedno ostaneta skupaj, če bo upošteval navodila. Billy med vožnjo skoči iz babičinega avta. V hiši prodajalka hiše opazi Billya in se mu nasmehne, on pa medtem zapre vrata.

## Igralci
- Rupert Evans kot David – mož
- Antonia Campbell-Hughes kot Claire – sodelavka
- Hannah Hoekstra  kot Alice – žena
- Kelly Byrne kot Sophie – varuška
- Steve Oram  kot detektiv McNamara
- Calum Heath kot Billy Williams – sin
- Anthony Murphy kot policist 1
- Serena Brabazon kot nepremičninski agent
- Maura Foley kot ženska na vrtu
- Sinead Watters kot Anna
- Carl Shaaban kot Alex
- Alicja Ayres kot Margaret Jackson
- Paddy Curran kot William Jackson
- Myles Horgan kot odvetnik